# Elefanta
Elefanta jsou jeskyně, které se nacházejí v Indii na ostrově Elefanta uprostřed bombajského přístavu. Jsou zasvěceny Šivovi, jednomu z předních hinduistických bohů. Nachází se zde velké množství středověkých kamenných rytin i soch, většinou s vyobrazením některé z mnoha podob Šivy. Jsou vyhledávanou turistickou oblastí a pro svou unikátnost byly jeskyně v roce 1987 zapsány na seznam Světového dědictví UNESCO.